# Route nationale 842
Die Route nationale 842, kurz N 842 oder RN 842, war eine französische Nationalstraße auf Korsika, die von 1933 bis 1973 auf der Halbinsel Cap Corse von Santa-Severa nach Pino verlief. Ihre Länge betrug 16 Kilometer.